# Wim Daniëls
W.Th.M.G. (Wim) Daniëls (Aarle-Rixtel, 11 oktober 1954) is een Nederlandse schrijver, taalkundige, cabaretier, tv-presentator en spreker.

## Biografie
Wim Daniëls werkte enkele jaren als leraar Nederlands en Duits in het middelbaar onderwijs. Vervolgens was hij vijf jaar als tekstwetenschapper verbonden aan de Open Universiteit.
Sinds 1994 is hij fulltime schrijver en taaladviseur. Hij geeft ook lezingen en voordrachten, en staat in het theater met cabaretvoorstellingen en theatercolleges. Verder presenteert hij sinds 2021 enkele tv-programma's.
Samen met Kasper Boon maakte hij in 1999 het bordspel Het grote taalspel.
Van 2004 tot 2012 leverde hij vrijwel wekelijks een bijdrage aan het radioprogramma Klare Taal van de Wereldomroep, gepresenteerd door Arie Bras. Van september 2009 tot juni 2014 had hij een wekelijkse column in het VARA-radioprogramma Spijkers met koppen. Van 2012 tot 2014 was hij vaste gast bij het tv-programma Pauw & Witteman.
In 2010 trad hij op met het cabaretprogramma de Wim-crisis. In het seizoen 2012-2013 speelde hij met het AR-theater (Yvonne Gijsbers, Marlon Kicken en Rob van Os) het theaterstuk Een ons komma's. Met Yvonne Gijsbers speelde hij in 2013 en 2014 het theaterstuk Slowen en schuren. In het seizoen 2015-2016 en 2016-2017 (tot en met december 2016) speelde hij de cabaretvoorstelling Associëren. In 2019-2020 trad hij op met het theatercollege De wondere wereld van de taal. In de seizoenen 2020-2021-2022 speelde hij het cabaretprogramma Koken met taal. Vanaf februari 2023 tot maart 2024 gaf hij weer een cabaretvoorstelling, nu onder de titel "Filosofietsen", waarin de geschiedenis van de fiets centraal stond.
Van december 2010 tot en met januari 2015 was hij stadsdichter van Helmond.
Hij was van 2009 tot 2016 voorzitter van de Stichting Brabants Dialectenfestival. Momenteel is hij ambassadeur van de Wensambulance Brabant, ambassadeur van de Brabantse Dag in Heeze, lid van het Comité van Aanbeveling van Stichting Kinderboek Cultuurbezit in Winsum (Groningen) en van de cultuurtempel Kouwenbergs kerkje in Aarle-Rixtel (Noord-Brabant). Verder zit hij in de Raad van Advies van Peel Natuurdorpen, waarin het draait om landschapslandbouw. Hij is verder vrijwilliger bij Fietsmaatjes in Eindhoven.
In 2014 werd hij Witvoeter in Nuenen, een onderscheiding voor mensen die op een positieve manier hun eigen koers kunnen voeren. In 2015 was hij Helmonder van het jaar (hoewel hij nooit in Helmond heeft gewoond) en kreeg hij ook de stadspenning van de gemeente Helmond (voor zijn niet-aflatende promotie van de stad). Verder ontving hij dat jaar de Brabant Bokaal, voor zijn verdiensten voor de Brabantse cultuur. In 2016 ontving hij een eredoctoraat van carnavalsvereniging de Keijebijters uit Helmond voor het 'weit boite onze stadsgrenze promote van onze skitterende stad'.  
Sinds begin januari 2019 is hij ereburger van Laarbeek, waaronder zijn geboortedorp Aarle-Rixtel valt, voor zijn inzet voor Aarle-Rixtel en Laarbeek.
Sinds 2018 schrijft hij elk jaar de tekst van het Groot Dictee der Nederlandse Taal. Dit werd voorheen elk jaar door een andere schrijver gedaan. 
In december 2020 speelde hij mee in de online rechtbankserie De Kerstmoord.
In januari-maart 2021 en in mei-juni 2022 presenteerde hij samen met Huub Stapel de tv-serie Het Dorp over dorpen in Nederland. De serie, uitgezonden door Omroep MAX op NPO1, is deels gebaseerd op zijn boek Het dorp.    
Sinds 2021 presenteert hij elk jaar de tv-serie Nederland op film, over amateurfilms van vroeger (Omroep Max, NPO2). Per seizoen zijn er zes afleveringen.  
Vanaf eind 2022 verzorgt hij een wekelijkse boekenrubriek in MAX Magazine.
Wim Daniëls woont met zijn vrouw in Eindhoven. Ze hebben twee kinderen.

## Boeken met bijdragen van Wim Daniëls
- 2021: Weer open! (een verhalenbundel van uitgeverij VBK, voor de heropening van de boekhandels na de pandemielockdown)
- 2021: Het Wel en Wee van Drs. P (onder redactie van Jaap Bakker)
- 2016: De leraar die mijn leven veranderde (literaire verhalenbundel)
- 2015: Hollandse helden (geschiedenisboek voor de basisschool)
- 2014: Impressies van een simpele ziel (een heruitgave van columns van Annie M.G. Schmidt, op basis van een selectie van Wim Daniëls en met een inleiding van hem)
- 2014: Verhalen over taal; 150 jaar van Dale (onder redactie van Wim Daniëls en met acht bijdragen van zijn hand)
- 2014: Poëtraal (gedichten van stadsdichters)
- 2013: Stadsdichtersogen (gedichten van stadsdichters)
- 2013: Mijn majesteit (verhalen bij het afscheid van Beatrix als koningin van Nederland)
- 2013: Brabants bloesem (gedichten)
- 2012: Stadsdichters Verhalen (gedichten van stadsdichters)
- 2011: Groot Geïllustreerd Basisonderwijswoordenboek Nederlands (Prisma)
- 2011: Dichter bij mijn stad (gedichten van stadsdichters)
- 2011: Taal actief. groep 7 (schoolmethode Nederlands, Malmberg)
- 2008: Woordenboek Nederlands voor vmbo en mbo (Van Dale)
- 2007: De Helmondse scheurkalender 2008
- 2006: Het groen-witte verschillenboekje (spellingboekje over de verschillen tussen de groene en witte spelling)
- 2006: Het grote Geschiedenisboek (2 hoofdstukken)
- 2003: Doodeng (verhalen over de dood voor kinderen)
- 2003:  Taallijnen havo/vwo (schoolmethode als opvolger van de methode uit 1998)
- 2003: Het verhaal van het Vlaams (hoofdauteur Roland Willemyns)
- 2002: 10x over de eerste keer (verhalen voor jongeren)
- 1999: Keet in de klas (verhalenbundel voor kinderen)
- 1999: Ga jij maar voor jezelf lezen! (verhalenbundel voor kinderen)
- 1998: Onze Taal Taalkalender
- 1998: Charivarius; is dat goed Nederlands? (heruitgave van een taalboek uit 1940, met biografische inleiding van Wim Daniëls)
- 1998: Varkens (bloemlezing met verhalen over varkens)
- 1997: Taalalmanak
- 1995: Geslaagd! (verhalenbundel voor jongeren)
- 1995: Handleiding scriptie Cultuurwetenschappen (cursusboek Open universiteit)
- 1994: Functioneel Nederlands (methode middelbare school)
- 1989: Tekst en Effect Schrijfpracticum (cursusboek Open universiteit)

## Cabaret- en theatervoorstellingen
- 2023-2024: Filosofietsen (theatercollege)
- 2020-2022: Koken met taal (cabaret)
- 2018-2020: De wondere wereld van de taal (theatercollege)
- 2015-2016: Associëren (solovoorstelling, cabaret)
- 2013-2014: Slowen en schuren (theatervoorstelling met Yvonne Gijsbers)
- 2012-2013: Een ons komma's (theatervoorstelling met Yvonne Gijsbers, Marlon Kicken en Rob van Os)
- 2010: De Wim-crisis (solovoorstelling, cabaret)

## Overige producten
Het grote taalspel, een bordspel, ontwikkeld samen met Kasper Boon, en uitgegeven door Scala Leuker Leren.

## Radio- en tv-werk
Wim Daniëls presenteerde samen met Huub Stapel het tv-programma ''Het dorp''. Seizoen 1: 2021; seizoen 2: 2022.  
Sinds 2021 is hij de presentator van de tv-serie "Nederland op film', dat gebaseerd is op 8 mm-films gemaakt door amateurfilmers. Inmiddels is hij in 2025 toe aan zijn vijfde seizoen.   
In 2018 had hij de rol van meester Pepermolen van basisschool De Bromtol in het "Sinterklaasjournaal" (1 aflevering). 
In 2020 speelde hij de rol van priester Johannes Nieuwenhuis in de online serie "De Kerstmoord". 
Van 2012 tot 2014 was hij vaste gast in het tv-programma "Pauw & Witteman". 
Van 2004 tot 2012 leverde hij een geregelde bijdrage aan het radioprogramma "Klare Taal" van de Wereldomroep, dat gepresenteerd werd door Arie Bras. 
Van 2009 tot 2014 was hij vaste columnist bij het radioprogramma "Spijkers met Koppen".